# 대한민국 민법 제1042조
대한민국 민법 제1042조는 포기의 소급효에 대한 대한민국 민법 조문이다.

## 조문
제1042조(포기의 소급효) 상속의 포기는 상속개시된 때에 소급하여 그 효력이 있다.